# 大和八木站
大和八木站（日语：／ Yamatoyagi eki */?）是位於奈良縣橿原市内膳町五丁目，近畿日本鐵道（近鐵）的車站。在車站編號中，大阪線為「D39」、橿原線為「B39」。為站長配置站。
此站為近鐵2條主要路線相交的轉乘站，以及是橿原市的玄關口。
當地人多數稱呼此站為「八木站」，奈良交通的巴士站名也只稱作「八木站」。

## 歷史

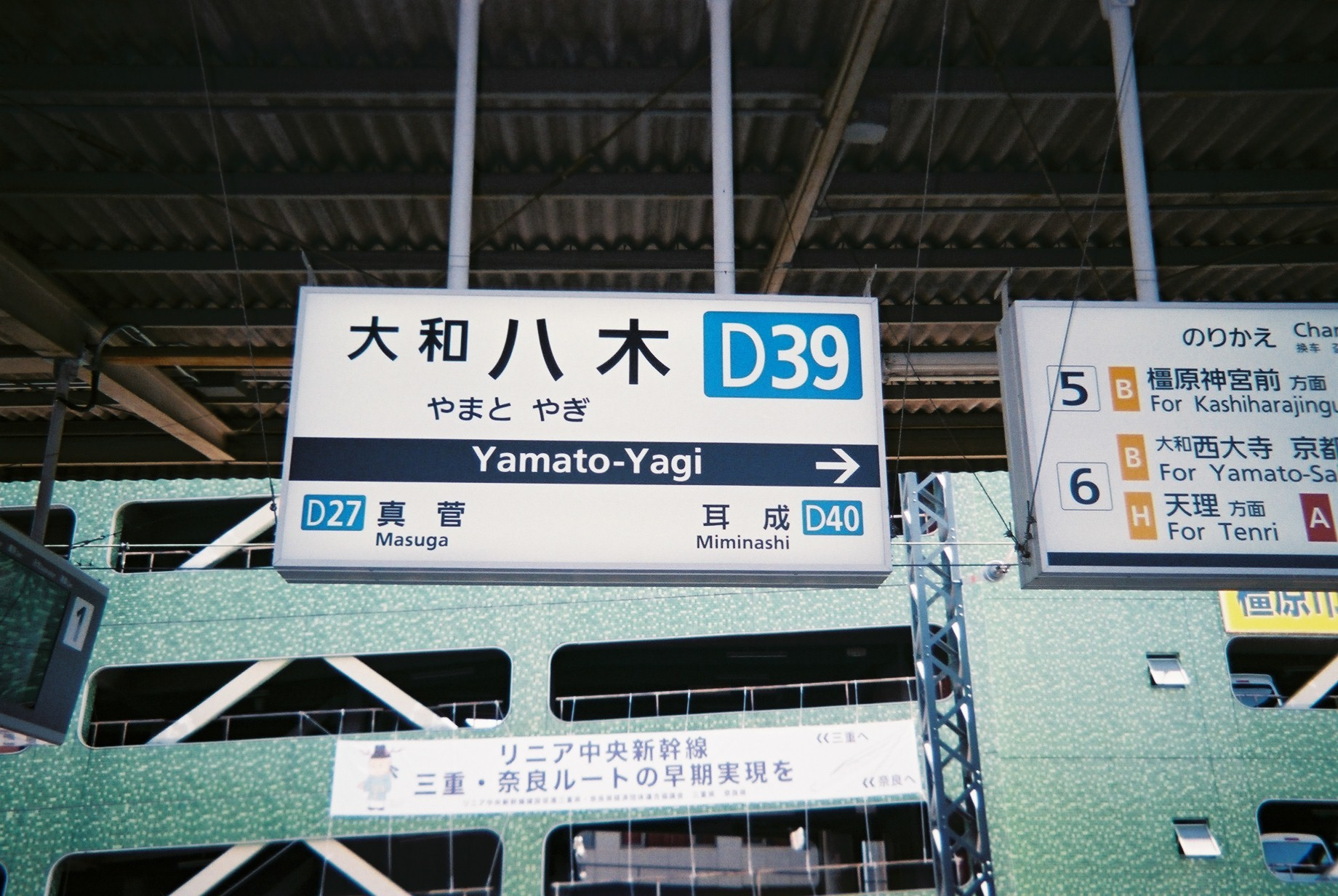
車站牌（大阪線）

- 1923年（大正12年）3月21日 - 大阪電氣軌道畝傍線（現時為橿原線）平端 - 橿原神宮前之間開通，八木站同時啟用[2]。當時車站的位置是在現時八木西口站的位置[3]。
- 1925年（大正14年）3月21日 - 大阪電氣軌道八木線（現時為大阪線）高田站（現時為大和高田站）延伸至八木站[4]。
- 1928年（昭和3年）8月 - 車站改名為大軌八木站[3]。
- 1929年（昭和4年）1月5日 - 八木線延伸櫻井站（同時八木線改名為櫻井線），並且把車站位置遷移至現時地點，而舊地點的車站改名為八木西口站，為畝傍線獨立車站[2]。
- 1939年（昭和14年）7月28日 - 畝傍線改名為橿原線。
- 1941年（昭和16年）3月15日 - 與參宮急行電鐵合併，關西急行鐵道成立[4]（櫻井線改名為大阪線）。同時大軌八木站改名為大和八木站[3][5]。
- 1944年（昭和19年）6月1日 - 關西急行鐵道與南海鐵道（為南海電氣鐵道的前身）合併，成為近畿日本鐵道的車站[4]。
- 1967年（昭和42年）12月20日 - 橿原線新之口至大阪線大和八木站之間的連絡線建成[4]。大阪線新設待避線。
- 2001年（平成13年）2月1日 - 引入SF（儲值車票 ）系統，以及可以使用大阪地區「Surutto KANSAI（日语：スルッとKANSAI）」卡，此站作為「中途下車指定站」的制度廢止。
- 2007年（平成19年）4月1日 - 車站可以使用PiTaPa[6]。
- 2013年（平成25年）3月21日 - 設定為觀光特急「Shimakaze」的停車站。
- 2014年（平成26年）10月10日 - 隨著觀光特急Shimakaze增加京都發車班次，因此本站設有2對Shimakaze的班次（大阪難波・京都各1對）。

## 車站構造

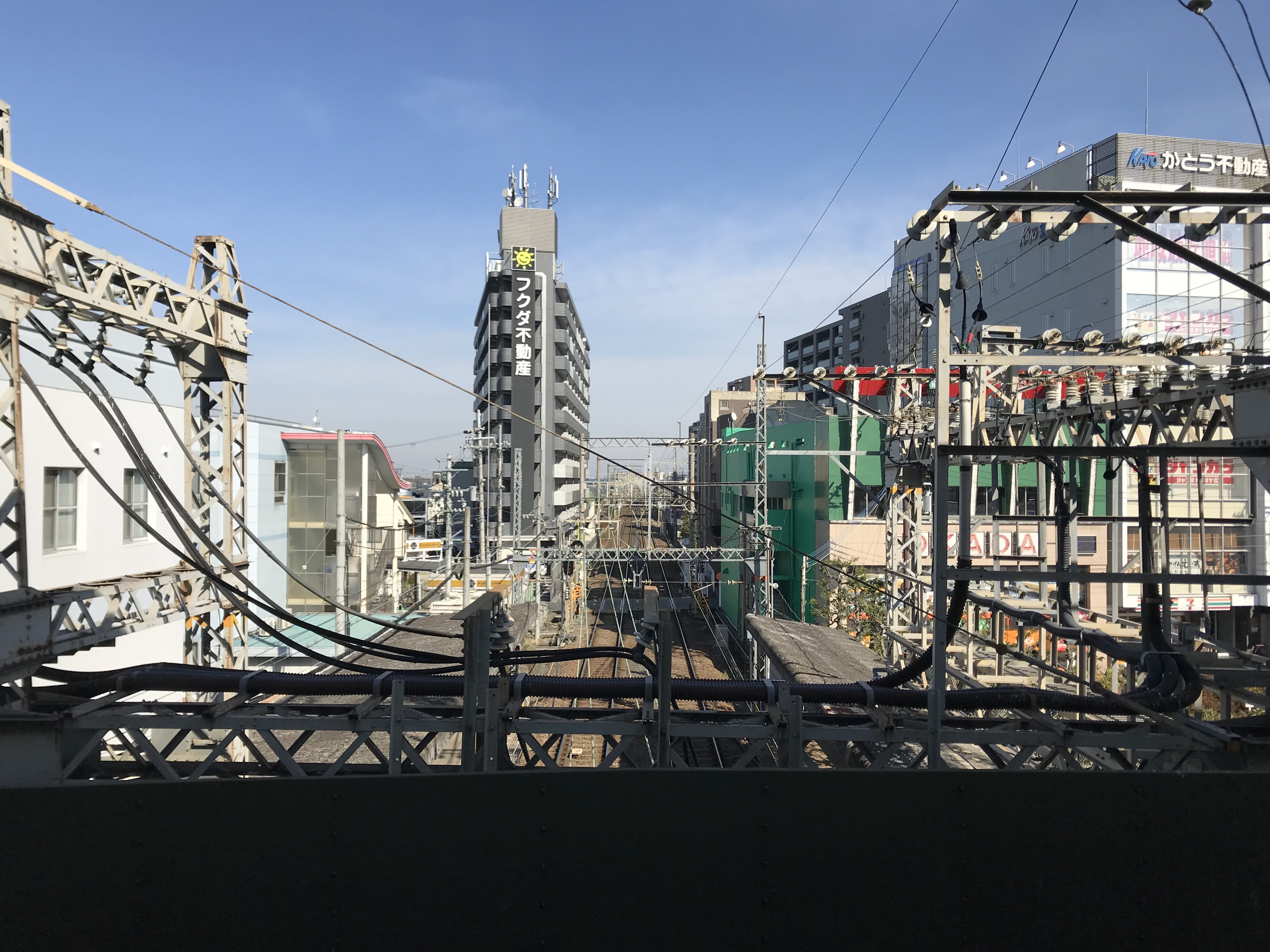
從大阪線月台上看橿原線。下面為橿原線月台。

此站是大阪線與橿原線兩線交錯構成，第1層是車站唯一出入閘口，車站大堂及橿原線月台，第2層是大阪線月台。是近鐵車站唯一一個非與其他鐵路公司轉乘的交通立體化的車站。
大阪線月台是2面4線島式月台，月台可容納10卡車輛，並且可以待避。橿原線月台是2面2線相對式月台，月台可容納6卡車輛。5號月台可以在同層直接前往閘口機。
有關樓梯、電梯、升降機的位置如下：
| ■樓梯   | ■樓梯                                                          | ■樓梯 |
| ------- | -------------------------------------------------------------- | ----- |
| A       | 大阪線1、2號月台‐橿原線5號月台（出入閘口方向）                 |       |
| B       | 大阪線1、2號月台‐橿原線6號月台                                 |       |
| C       | 大阪線3、4號月台‐橿原線5號月台（出入閘口方向）                 |       |
| D       | 大阪線3、4號月台‐橿原線6號月台                                 |       |
| E       | 橿原線5號月台（出入閘口方向）‐橫跨5、6號月台天橋‐橿原線6號月台 |       |
| ■電梯   |                                                                |       |
|         | 橿原線5號月台（出入閘口方向）→大阪線1、2號月台                 |       |
|         | 橿原線5號月台（出入閘口方向）→大阪線3、4號月台                 |       |
| ■升降機 |                                                                |       |
| a       | 大阪線1、2號月台‐橿原線5號月台（出入閘口方向）                 |       |
| b       | 大阪線3、4號月台‐橿原線5號月台（出入閘口方向）                 |       |
| e       | 橿原線5號月台（出入閘口方向）‐ 橫跨5、6號月台天橋              |       |
| f       | 橿原線6號月台‐ 橫跨5、6號月台天橋                              |       |

- 備註
  - 如需要使用升降機從5號月台（出入閘口方向）前往6號月台，需在橫跨5、6號月台天橋兩端乘坐e、f兩架升降機。
  - 如需要使用升降機從6號月台前往大阪線，需在橫跨5、6號月台天橋兩端乘坐e、f兩架升降機，前往5號月台，再使用a或b升降機前往大阪線各方向月台。

### 月台
| 月台              | 路線   | 方向 | 目的地 | 備註                                  |
| ----------------- | ------ | ---- | --- | ------------------------------------- |
| 大阪線月台（2樓） |        |      | |                                       |
| 1、2              | 大阪線 | 下行 | 櫻井、長谷寺、榛原、名張、伊勢中川方向 名古屋方向 伊勢志摩方向                                                          |                                       |
| 3、4              | 大阪線 | 上行 | 大和高田、布施、大阪上本町方向 大阪難波、尼崎、神戶三宮方向 大和西大寺・京都方向（僅限京伊特急、觀光特急「Shimakaze」） | 但是，若在此站出發的列車會使用1號月台 |
| 橿原線月台（1樓） |        |      | |                                       |
| 5                 | 橿原線 | 下行 | 橿原神宮前方向 吉野方向                                                                                                 |                                       |
| 6                 | 橿原線 | 上行 | 大和西大寺・京都方向 天理方向 奈良方向                                                                                  | 但是部分特急會使用3、4號月台          |

- 備註
  - 大阪線内側2線（2、3號月台）為主線、外側2線（1、4號月台）為待避線。
  - 大阪線上行首班車，會在1號月台出發。
  - 大阪線與橿原線直通的特急列車會使用大阪線月台。

### 配線圖
|                              | ↑ 大和西大寺、京都方向      |                        |
| ← 大阪難波、 大阪上本町 方向 | 大和八木站周邊 鐵道配線略圖 | → 名張、 伊勢中川 方向 |
|                              | ↓ 橿原神宮前方向            |                        |
| 图例 参考文献：              |                             |                        |

### 備註
在鄰近的八木西口站是當初此車站遷移前的遺址，現時為獨立車站。與大和八木站分開不同的月台和出口。此站與八木西口站是相同的營業距離，因此使用大和八木站的定期票可於八木西口站出入閘。此外，若乘車來往大和八木站及八木西口站，當作「同站」處理，可使用入場票，或與入場票同價的初乘乘車票來往兩地。另外，八木西口站不是特急停車站，只停急行以下的列車。

## 特徴

### 停站列車
- 與橿原神宮前站相同，此站設有橿原前往大阪和京都方向的列車り。乙特急以下所有定期營業列車、觀光特急「Shimakaze」及部分名阪甲特急停車[8][9][10]。
  - 名阪甲特急名古屋方向的出發時段為上午6至10時、下午4時至17時（星期六、日及假期則上午6時至下午6時）[8]，大阪方向的出發時段為下午6時以後所有列車，以及平日上午8時至11時、星期六、日及假期則為上午7時和10時[8]。除此之外的名阪甲特急與阪伊甲特急所有列車通過[8]，臨時加班的阪伊甲特急部分班次停車。此外，觀光特急「Shimakaze」來往大阪難波站或京都站的班次均停車[8][9]。
  - 大阪線月台中，上午與黃昏時段可轉乘特急列車（名阪乙特急與京伊特急）[8]。
  - 京都方向的特急基本上是使用橿原線6號月台，但是有部分班次在大阪線3、4號月台開出。所以在此站購買特急票往京都方向時，特急票會指出在哪個月台乘車。
- 大阪線中，設有少數在此站為出發站或終點站的列車[8]。橿原線中，沒有在此站為出發站或終點站的列車[9]。此外，在早上部分班次到達此站時改變列車種類，夜間在此站為終點站的列車到達此站後，會執行班次折返五位堂站，此站設有列車夜間停泊。
  - 大阪方向的班次中，早上和夜間設有在此站為終點站的急行、區間準急和普通列車。在早上設有在此站為起點站的急行、準急（只限平日）、區間準急。夜間設有起點站的普通列車前往五位堂、大阪上本町（星期六、日及假期）[8]
  - 名張方向的班次中，早上和夜間設有在此站為終點站的普通列車，在平日上午設有在此站為起點站的普通列車前往名張[8]。
  - 在2009年3月20日時間表修正前，設有在此站為終點站的阪伊乙特急。在2012年3月20日時間表修正至2016年3月19日時間表修正期間，設有在此站為終點站的快速急行列車[11]。

### 設備、營業上
- 此車站設有站長，管理大阪線真菅站至櫻井站之間、橿原線新之口站至畝傍御陵前站之間[12]。此外，除站長室外也設有營業所[13]。
- 大阪線月台與橿原線6號月台設有商店[13]。
- 設有特急票和定期票専用的自動售票機，以可以在櫃臺購買，大阪線月台設有櫃臺和自動售票機。橿原線6號月台設有自動售票機，可購買特急票[13]。
- 車站設有可使用PiTaPa、ICOCA的自動閘機（日语：自動改札機）和自動補票機（日语：自動精算機）（可支援回數（日语：回数乗車券）卡及IC卡）。
- 在出入閘口及轉乘樓梯附近，設有LCD式發車資訊熒幕。

## 新之口連絡線
在車站内，橿原線新之口站與大和八木站大阪線月台之間設有新之口連絡線。
京伊特急、來往京都站的觀光特急「Shimakaze」、來往近鐵名古屋站至天理站或大和西大寺站之間的臨時特急、以及來往高安檢修中心或五位堂檢修車廠的回廠列車會使用此連絡。此外，這條線上也設有一個維修基地。

## 使用狀況
- 以下會列出大和八木站的使用狀況變遷[14][15]。
  - 一年乘車人次以人作單位。更適合用於比較年度數據。
  - 上下車人次調査結果是在任意1日記錄，以人作單位。但需注意，由於在調査日的天氣、活動等原因，使數字變動會比一年乘車人次為大。
  - 當中，最高値會使用紅色，在最高値記錄年度以後的最低値使用青色、在最高値記錄年度以前的最低値使用綠色作標記。

| 年度使用狀況（大和八木站） | 年度使用狀況（大和八木站） | 年度使用狀況（大和八木站） | 年度使用狀況（大和八木站） | 年度使用狀況（大和八木站） | 年度使用狀況（大和八木站） | 年度使用狀況（大和八木站） | 年度使用狀況（大和八木站） |
| 年 度                      | 一年乘車人次：人／年度     | 一年乘車人次：人／年度     | 一年乘車人次：人／年度     | 一年乘車人次：人／年度     | 上下車人次調査結果 人／日  | 上下車人次調査結果 人／日  | 特別事項                   |
| -------------------------- | -------------------------- | -------------------------- | -------------------------- | -------------------------- | -------------------------- | -------------------------- | -------------------------- |
| 年 度                      | 通勤定期乘客               | 上學定期乘客               | 其他乘客                   | 合計                       | 調査日                     | 調査結果                   | 特別事項                   |
| 1982年（昭和57年）         |                            | ←←←←                       |                            |                            | 11月16日                   | 34,932                     |                            |
| 1983年（昭和58年）         |                            | ←←←←                       |                            |                            | 11月8日                    | 36,328                     |                            |
| 1984年（昭和59年）         |                            | ←←←←                       |                            |                            | 11月6日                    | 37,614                     |                            |
| 1985年（昭和60年）         |                            | ←←←←                       |                            |                            | 11月12日                   | 37,022                     |                            |
| 1986年（昭和61年）         |                            | ←←←←                       |                            |                            | 11月11日                   | 43,156                     |                            |
| 1987年（昭和62年）         |                            | ←←←←                       |                            |                            | 11月10日                   | 44,620                     |                            |
| 1988年（昭和63年）         |                            | ←←←←                       |                            |                            | 11月8日                    | 44,640                     |                            |
| 1989年（平成元年）         |                            | ←←←←                       |                            |                            | 11月14日                   | 47,388                     |                            |
| 1990年（平成2年）          |                            | ←←←←                       |                            |                            | 11月6日                    | 46,479                     |                            |
| 1991年（平成3年）          |                            | ←←←←                       |                            |                            |                            |                            |                            |
| 1992年（平成4年）          |                            | ←←←←                       |                            |                            | 11月10日                   | 46,198                     |                            |
| 1993年（平成5年）          |                            | ←←←←                       |                            |                            |                            |                            |                            |
| 1994年（平成6年）          |                            | ←←←←                       |                            |                            |                            |                            |                            |
| 1995年（平成7年）          |                            | ←←←←                       |                            |                            | 12月5日                    | 43,256                     |                            |
| 1996年（平成8年）          |                            | ←←←←                       |                            |                            |                            |                            |                            |
| 1997年（平成9年）          |                            | ←←←←                       |                            |                            |                            |                            |                            |
| 1998年（平成10年）         |                            | ←←←←                       |                            |                            |                            |                            |                            |
| 1999年（平成11年）         |                            | ←←←←                       |                            |                            |                            |                            |                            |
| 2000年（平成12年）         |                            | ←←←←                       |                            |                            |                            |                            |                            |
| 2001年（平成13年）         |                            | ←←←←                       |                            |                            |                            |                            |                            |
| 2002年（平成14年）         |                            | ←←←←                       |                            |                            |                            |                            |                            |
| 2003年（平成15年）         |                            | ←←←←                       |                            |                            |                            |                            |                            |
| 2004年（平成16年）         |                            | ←←←←                       |                            |                            |                            |                            |                            |
| 2005年（平成17年）         | 3,812,490                  | ←←←←                       | 3,078,445                  | 6,890,935                  | 11月8日                    | 37,189                     |                            |
| 2006年（平成18年）         | 3,847,290                  | ←←←←                       | 3,023,201                  | 6,870,491                  |                            |                            |                            |
| 2007年（平成19年）         | 3,821,910                  | ←←←←                       | 2,975,865                  | 6,797,775                  |                            |                            |                            |
| 2008年（平成20年）         | 3,852,060                  | ←←←←                       | 2,960,356                  | 6,812,416                  | 11月18日                   | 37,269                     |                            |
| 2009年（平成21年）         | 3,695,940                  | ←←←←                       | 2,839,028                  | 6,534,968                  |                            |                            |                            |
| 2010年（平成22年）         | 3,641,490                  | ←←←←                       | 2,896,532                  | 6,538,022                  | 11月9日                    | 37,335                     |                            |
| 2011年（平成23年）         | 3,571,890                  | ←←←←                       | 2,900,488                  | 6,472,378                  |                            |                            |                            |
| 2012年（平成24年）         | 3,532,260                  | ←←←←                       | 2,973,244                  | 6,505,504                  | 11月13日                   | 34,537                     |                            |
| 2013年（平成25年）         | 3,641,940                  | ←←←←                       | 3,122,888                  | 6,764,828                  |                            |                            |                            |
| 2014年（平成26年）         | 3,578,340                  | ←←←←                       | 3,081,949                  | 6,660,289                  |                            |                            |                            |
| 2015年（平成27年）         | 3,663,510                  | ←←←←                       | 3,175,406                  | 6,838,916                  | 11月10日                   | 36,886                     |                            |
| 2016年（平成28年）         | 3,677,820                  | ←←←←                       | 3,141,455                  | 6,819,275                  |                            |                            |                            |
| 2017年（平成29年）         | 3,671,610                  | ←←←←                       | 3,160,364                  | 6,831,974                  |                            |                            |                            |
| 2018年（平成30年）         |                            |                            |                            |                            | 11月13日                   | 37,345                     |                            |

## 車站內設施
車站內店舗都由近鐵零售營運。
- 1,、2號月台
  - 便利商店 (FamilyMart)
- 3, 4號月台
  - 便利商店 (FamilyMart)
- 5號月台
  - 商店
  - 麵包店（Pannetorie）

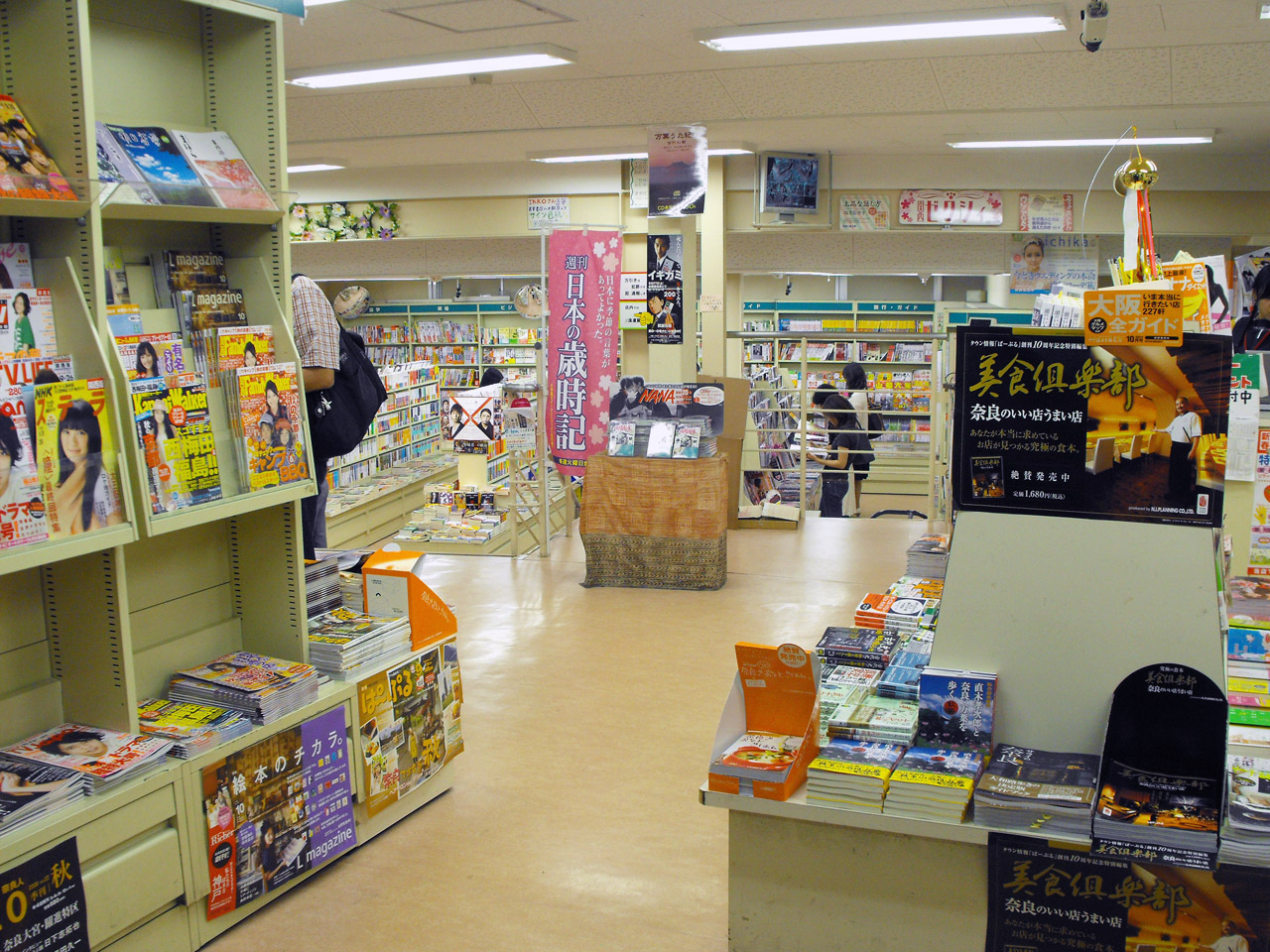
若草書店，現在已終業

  - 西式糖果店（D's Collection）
- 6號月台
  - 便利商店 (FamilyMart）
  - 壽司店（柿之葉壽司屋）
- 車站大堂
  - 近畿日本Tourist（日语：近畿日本ツーリスト）關西 近鐵八木站營業所
  - 日本租車 八木站前營業所
  - 近鐵不動產（日语：近鉄不動産） 八木營業所
  - 成城石井 大和八木店
  - Mister Donut 八木站前店
  - 商店

## 車站周邊

### 主要周邊設施
- 北出口
  - 奈良交通（日语：奈良交通） 巴士站、八木訊問處、中南和旅行中心
  - 的士站（橿原的士、中川的士、向日葵的士、999（3Q）的士、榮的士）
  - 橿原市營停車場、單車停泊場
  - 奈良縣立橿原文化會館
  - 奈良縣木材會館
  - 奈良縣醫師會館
    - 奈良縣醫師會館附屬看護専門學校

  - 近鐵百貨店（日语：近鉄百貨店）橿原店
  - JTB Travelland（日语：JTBトラベランド）大和八木店
  - ABC房屋（日语：ABCハウジング）橿原住宅公園（住宅展示場）
  - 金融機關
    - 里索那銀行橿原分店、八木分店
    - 南都銀行（日语：南都銀行）橿原分店八木站前出張所
    - 近畿產業信用組合（日语：近畿産業信用組合）橿原分店
- 南出口

車站東邊是國道24號。
- 奈良交通 巴士站
- 的士站（近鐵的士、中川的士、橿原的士、向日葵的士、999（3Q）的士、榮的士）
- 橿原Navi Plaza（橿原市觀光交流中心）
- 近鐵八木站前崗亭
- 橿原市營單車停泊場
- 奈良橿原光芒酒店
- 今井町（寺内町）
- 小綱町（正蓮寺大日堂）
- 小綱町（入鹿神社）
- 橿原市政廳
- 橿原郵局
- 奈良地方法務局橿原出張所
- Sumire Hall
- 大和橿原城市酒店
- 近鐵橿原線八木西口站
- JR西日本櫻井線畝傍站
- 豐田租車橿原店
- 三菱日聯證券橿原分店
- 大和超級市場八木店（2008年1月暫時終業，隨後在同地重建新超級市場，2013年4月再次營業）
- 金融機關
  - 三菱日聯銀行橿原分店
  - 南都銀行橿原分店
  - 京都銀行橿原分店
  - 大和信用金庫八木分店

## 巴士路線
北出口和南出口也有巴士站。所有路線皆由奈良交通營運。
- 北出口巴士站
  - [63]：八木耳成循環・外回
  - [64]：八木耳成循環・内回
  - [73]：經橿原綜合廳舍 八木耳成循環・外回り
  - [74]：經橿原綜合廳舍 八木耳成循環・内回り
- 南出口1號乘車處
  - [50]：前往醫大醫院玄關口
  - [51]：經畑屋口 前往下市口站
  - [52]：經南大和三丁目 前往下市口站
  - [53]：前往近鐵御所站
  - 橿原市社區巴士（日语：橿原市コミュニティバス）：前往橿原市昆蟲館（日语：橿原市昆虫館）
  - 橿原市社區巴士（日语：橿原市コミュニティバス）：經橿原市昆蟲館 前往橿原神宮前站（中央出口）（只限星期六、日及假期）
- 南出口2號乘車處
  - [8]：前往菖蒲町四丁目
  - [28]：前往南白橿
  - [40]：前往AEON MALL橿原（日语：イオンモール橿原）
  - [臨時路線]：前往橿原総合泳池
  - 特急[301]：前往新宮站行（八木新宮特急巴士（日语：八木新宮特急バス））
  - 夜行高速巴士大和號：前往新宿
  - 機場利木津巴士：前往關西國際機場

在冬季星期六、日及假期設有霧冰巴士前往和佐又山。

## 相鄰車站
近畿日本鐵道
- □特急停車站（Hinotori僅部分班次停靠，Shimakaze則有2對，分別由大阪難波、京都發車）

名阪甲特急
鶴橋（A04/D04）－大和八木（B39/D39）－津（E39）
阪伊甲特急
鶴橋（A04/D04）－大和八木（B39/D39）－伊勢市（M73）
京伊特急
大和西大寺（A26/B26）－大和八木（B39/D39）－名張（D49）
觀光特急Shimakaze阪伊系統
鶴橋（A04/D04）－大和八木（B39/D39）－伊勢市（M73）
觀光特急Shimakaze京伊系統
大和西大寺（A26/B26）－大和八木（B39/D39）－伊勢市（M73）
 大阪線
■快速急行、■急行
大和高田（D25）－大和八木（D39）－櫻井（D42）
■準急、■区間準急、■普通
真菅（D27）－大和八木（D39）－耳成（D40）
 橿原線
■急行
田原本（B36）－大和八木（B39）－八木西口（B40）
■普通
新之口（B38）－大和八木（B39）－八木西口（B40）

## 相關項目
- 日本鐵路車站列表 Ya

## 外部連結
- 大和八木 - 近畿日本鐵道